# Tatjana Jury
Tatjana Jury (* 12. Mai 1963 in Ost-Berlin) ist eine deutsche Moderatorin beim Rundfunk Berlin-Brandenburg.

## Leben
Tatjana Jury absolvierte nach dem Abitur eine Ausbildung zur Zootechnikerin in Eberswalde und arbeitete anschließend als Schwesternhelferin auf der Intensivstation eines Krankenhauses in Berlin-Buch. Danach studierte Jury Germanistik an der Humboldt-Universität zu Berlin. 
1989 absolvierte sie ein Praktikum beim DDR-Jugendsender DT64, wo sie ab November 1989 als Redakteurin tätig war. Bis zu dessen Abschaltung war sie zudem Moderatorin beim Deutschen Fernsehfunk. 1991 kam Jury zum damaligen gerade neu gegründeten Ostdeutschen Rundfunk Brandenburg, wo sie in der Nachrichtensendung Brandenburg aktuell sowie in der Talkshow Babelsberg live zu sehen war. Daneben moderierte Jury auch die Morgensendungen im Hörfunk von Antenne Brandenburg. Zwischen Januar 2006 und Juni 2012 war sie Ombudsfrau der Sendung Die Jury hilft. Bis November 2023 moderierte Jury im rbb Fernsehen zusammen mit Gerald Meyer, Franziska Maushake und Marc Langebeck das tägliche Nachrichtenmagazin rbb24 Brandenburg aktuell.
Im Jahr 1998 spielte Tatjana Jury in der Polizeiruf-110-Folge Das Wunder von Wustermark eine Fernsehmoderatorin, 2021 in der achtteiligen Fernsehserie Legal Affairs der ARD war sie als Reporterin Tatjana Jury zu sehen.
Jury lebt in der Nähe von Königs Wusterhausen.